# I. Anasztáz antiochiai görög pátriárka
I. Anasztáz (? – 599) antiochiai görög pátriárka 559-től 571-ig, majd 593-tól haláláig.
Palesztinából származott. Az alexandriai pátriárkát képviselte Antiokhiában, ahol 559-ben a város főpapja lett. I. Gergely pápa barátja volt. I. Justinianus bizánci császár ellenségévé vált, mert vitába szállt a Krisztus Testével kapcsolatos egyes császári doktrínákkal. Leváltani és száműzni akarta őt a császár, amikor meghalt, de utóda, II. Jusztinianosz beteljesítette nagybátyja céljait öt évvel később, és 570-ben száműzte Anasztaszioszt, majd egy másik püspököt, antiokheiai Gergelyt tette a helyére. Amikor Gregory meghalt 593-ban, Anasztaszioszt visszahelyezték pozicójába. Ez főként I. Gergely pápának volt köszönhető, aki közbenjárt Mauricius bizánci császárnál és fiánál, Theodosiusnál, kérve, hogy ha nem helyezik vissza állásába Antiókhiában, küldjék Rómába. Végül zsidó tömeg ölte meg őt 599-ben. Az egyház ezért vértanúként tiszteli, április 21-én ünneplik őt.
Munkái közül öt rövid dogmatikus értekezése csak latin fordításban maradt fenn, a Migne-sorozatban neve alatt egy hiteles beszéd maradt fenn négy közül. Evagriosz Pontikosz tudott még egy leveléről is, amelyet szír szerzeteseknek írt, valamint beszámol egy beszédéről, amelyet száműzetésbe indulása előtt mondott a híveinek. Hitvalló Szent Maximosz egy olyan írását idézi, amelyben Joannész Philoponosz trietizmusát támadta. A katénákban fennmaradt töredékei szerint írt egy kommentárt Máté evangéliumához. Ő fordította görögre I. Gergely pápa A lelkipásztorkodás kézikönyve című munkáját, ez a fordítás azonban szintén elveszett.

## Fordítás
Ez a szócikk részben vagy egészben  az   Anastasius I of Antioch című angol Wikipédia-szócikk fordításán alapul.  Az eredeti cikk szerkesztőit annak laptörténete sorolja fel. Ez a jelzés csupán a megfogalmazás eredetét és a szerzői jogokat jelzi, nem szolgál a cikkben szereplő információk forrásmegjelöléseként.
Ez a szócikk részben vagy egészben  az   Anastasius II of Antioch című angol Wikipédia-szócikk fordításán alapul.  Az eredeti cikk szerkesztőit annak laptörténete sorolja fel. Ez a jelzés csupán a megfogalmazás eredetét és a szerzői jogokat jelzi, nem szolgál a cikkben szereplő információk forrásmegjelöléseként.